# Tardun
Tardun är en ort i Australien. Den ligger i kommunen Mullewa och delstaten Western Australia, omkring 350 kilometer norr om delstatshuvudstaden Perth. Antalet invånare är 344.
Trakten runt Tardun är nära nog obefolkad, med mindre än två invånare per kvadratkilometer..
Omgivningarna runt Tardun är i huvudsak ett öppet busklandskap. Genomsnittlig årsnederbörd är 314 millimeter. Den regnigaste månaden är juni, med i genomsnitt 55 mm nederbörd, och den torraste är februari, med 6 mm nederbörd.